# Svenska Bridgeförbundet
Svenska Bridgeförbundet (SBF), tidigare Förbundet Svensk Bridge (FSB), tidigare Sveriges Bridgeförbund (SBF), är det nationella förbundet för bridge i Sverige. Förbundet har sitt kansli i Örebro